# روی کولینگ
روی کولینگ (انگلیسی: Roy Cooling; ۹ دسامبر ۱۹۲۱ – ۱۰ آوریل ۲۰۰۳) بازیکن فوتبال اهل بریتانیا بود.
از باشگاه‌هایی که در آن بازی کرده‌است می‌توان به باشگاه فوتبال بارنزلی و باشگاه فوتبال منزفیلد تاون اشاره کرد.